# Elpusztult települések Budapest területén
A mai Budapest területén már az ókorban léteztek települések, amelyeknek területén, eltűnésük után az Árpád-kortól kezdődően nem csak a három város, Óbuda, Buda és a Pest osztozott, hanem mellettük, néha egészen közel a városfalakhoz, falvak is voltak. Ezek lakosai jobbágyok, királyi hivatalnokok és egyéb udvari népek. Ezen települések mindegyike vagy beolvadt nagyobb, később létrejövő falvakba, amik aztán Budapest városrészei lettek az 1950-es területrendezéskor, vagy már korán, a tatárjárás vagy később a török hódoltság idején elnéptelenedtek.
Az alábbi lista a Budapest területén valaha létezett településeket ábécérendben mutatja be.

## A települések

### Ákosnyíre
Ákosnyíre egy középkori település volt a pesti oldalon. Az Újbécs felől a faluba futó út a mai Népszínház utca-Diószeghy Sámuel utca vonalán futott.

### Albertfalvai római település
A mai XI. kerülethez tartozó Albertfalván, a Hunyadi János út két oldalán ismeretlen nevű római tábor és település állt. A feltehetően Claudius császársága alatt (41–54) épített erőd több alkalommal elpusztult és újjáépült, végleg 269–270 során semmisült meg, falait ezután kitermelték. A polgári települést (vicus) a korai időszakban feltehetően az eraviszkuszok lakták, agyagból tapasztott házaikat a földbe mélyítették. A 2. században megjelent kőházak igen hasonlóak az Aquincum körüli római villákéhoz, bár szerényebb méretűek. Voltak gazdasági és raktárépületek, valamint kutak is. A településen áthaladó limes menti út egy szakasza is ismert, mellette az útállomás maradványai is előkerültek.

### Alhévíz
Alhévíz középkori település a budai oldalon, a mai Tabán területén. Eredetileg Minor Pest volt a neve, mert Pesthez tartozott, de előfordult Kelenföld alakban is. Központja a Szent Gellért plébániatemplom volt. A terület a 14. században levált Pestről és a Kelenföldről, és Alhévíz néven Buda egyik külvárosa lett, egy kisebb része azonban továbbra is Pesthez tartozott, ahol a török korban fürdő is állt. A település egy részét sánc övezte. Alhévízen volt a Szent Erzsébet ispotály és fürdő, ami valószínűleg azonos a Rudas gyógyfürdő alatti romokkal. A templom melletti kórházat Zsigmond király gazdag javadalmakban részesítette.

### Aquincum
Aquincum az ókori rómaiak által 89-ben alapított légióstábor és az azt körülvevő polgári települések, kisebb katonai táborok és ellenerődök összefoglaló neve. Virágkorát az 1-2. században élte, majd a barbár pusztítások miatt fokozatosan elnéptelenedett. Régészeti kutatások bizonyítják, hogy a felhagyott romokat a beköltöző népvándorlás korabeli törzsek, majd később a honfoglaló magyarok is használták.

### Besenyő
Besenyő középkori település volt, ami Jenőtől északra, az Árpád híd pesti hídfőjénél feküdt. Először a leleszi konvent birtokában volt, de a tatárjáráskor elpusztult, majd újratelepült. Lakóit 1245-ben említik oklevélben. 1268-ban Benedek nádor Besenyőn tartott törvénynapot. A 14-15. században az óbudai káptalan szerzi meg Szentlászló néven.

### Bökényföld
Bökényföld középkori település volt Mátyásföld területén. A nevét tulajdonosáról, Bökényről kapta. Az ő halála után a királyra szállt a tulajdonjog, majd 1266-ban Miklós comes kapta meg, akitől a margitszigeti apácakolostor szerezte meg. Oklevelekből ismert, hogy a 14. században a keresztúri szomszédok többször összetűzésbe kerültek a falu tulajdonosával.

### Gellért-hegyi oppidum és kelta falvak
Már a rómaiak megtelepedése előtt is voltak települések Budapest területén, a Gellért-hegy már az i. e. 4. században lakott volt. Eraviszkusz törzsek éltek itt, akik a Gellért-hegyen települést (oppidumot) létesítettek, amiben egészen a rómaiak megjelenéséig éltek. Ezután, átvéve a hódítok életvitelét és szokásait leköltöztek a hegyről Aquincumba, de a Gellért-hegy továbbra is szakrális központjuk maradt.

### Gercse
Középkori, a török hódoltság alatt teljesen elpusztult falu a mai II. kerület északkeleti részén, az egykori Hidegkút község szomszédságában. A falu helyén ma csak mezőgazdasági területek, illetve a természet által többé-kevésbé visszahódított földrészletek találhatók, egyetlen megmaradt épített emléke a templomának romja, amely azonban a mai Budapest területén létezett egykori falvak templomromjai közül az egyik legjobb állapotban fennmaradt, hasonló objektum.

### Háros
Háros egy Csepel-szigeten, a mai Csepel-Háros városrész területén található település volt. 1838-ban az árvíz teljesen elpusztította.

### Kána
Kána a mai Kőérberek területén fekvő 12-14. századi falu volt, melynek feltárását 2003-05 között végezték. Ez hazánk legnagyobb területű feltárt Árpád-kori faluja.

### Logod

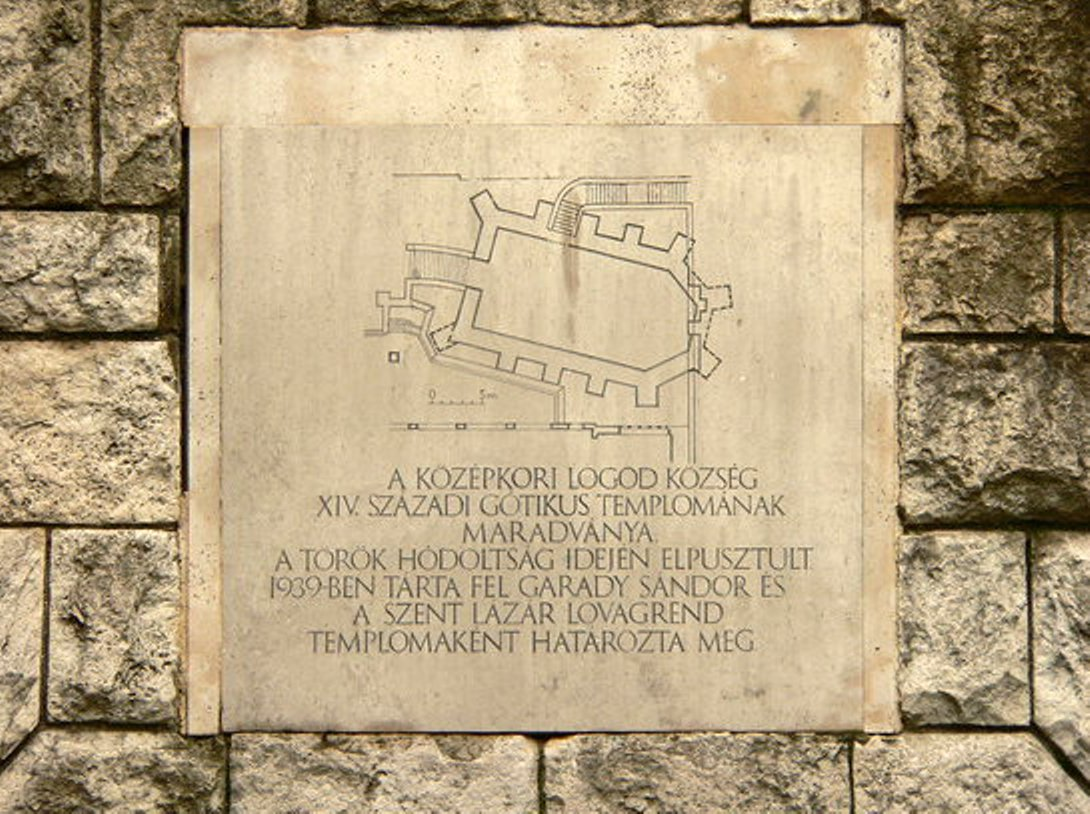
Emléktábla az egykori Logod község Szent Lázár lovagrendi templomának helyén. Fotó: Vimola Ágnes

Logod egy középkori falu volt a budai Várhegy nyugati lejtőjén, a mai Krisztinaváros területén. Erre nyílt a róla elnevezett Logodi-kapu (más néven Zsidó-kapu).
Jogilag falunak számított, míg egyházilag 1440-ig a budai Nagyboldogasszony-templomhoz tartozott. Lakóinak jogállása hasonló volt a budaiakéhoz, mivel ők is vásárolhattak szőlőt a budai határban. Nagyon kis külterület tartozhatott Logodhoz, birtokosa valószínűleg a király volt. Egy 1435-ös oklevél utal arra, hogy valamiféle mezővárosi önkormányzata lehetett, mivel bíróját és esküdtjét említi. Budai polgárok több esetben is leköltöztek a faluba, és a Várhegy oldalában polgároknak, papoknak és nemeseknek is voltak kertjeik és majorjaik. A 16. században egyházilag bizonyos mértékű függetlenséget szerzett, mert egy Mihály nevű papját említik.
A település a török uralom alatt nyomtalanul elpusztult.
A falu templomának alapfalai ma is megtekinthetők az Attila út fölött. Emlékét az egykori helyén vezető Logodi utca őrzi Budapest I. kerületében.

### Nagyos
Nagyos a tatárjáráskor elnéptelenedett falu volt a Rákos-patak mellett. Nagyos vagy Nemes lakója lehetett az, aki elrejtette a Rákosszentmihályon talált 155 frisachi dénárból és ezüst hajkarikából álló kincset. Az elnéptelenedett területet a margitszigeti apácakolostor szerezte meg 1259-ben, és 1276-ra újratelepítették, de a második tatárjárás (1285) során végleg elpusztult.

### Nemes
Nemes középkori falu a Rákos-patak mellett, azonos lehet a későbbi Szentmihállyal. A tatárjáráskor elpusztult, lakói Óbudára települtek át. Nagyos vagy Nemes lakója lehetett az, aki elrejtette a Rákosszentmihályon talált 155 frisachi dénárból és ezüst hajkarikából álló kincset. Az elnéptelenedett területet a margitszigeti apácakolostor szerezte meg 1259-ben, és 1276-ra újratelepítették, de 1280-ig a lakók elszökdöstek.

### Nevegy
Nevegy Sasadtól nyugatra fekvő középkori falu, eredetileg a pécsváradi apát birtoka, de a tatárjárás után a helyi nemesek szerezték meg. Az apát még 1325-ben sem tudta visszaszerezni, ekkor írták le a falu határát. Ez a mai Farkasvölgytől az Őrmezőig terjedt. A határvonal azonosítható pontja a Szék nevű tó vagy mocsár, ami a mai Dobogó útnál lehetett, a Budaörshöz vezető útnál. Ezen az úton túl a Budakeszire vezető utat jelölték, egészen a Kemecse- (ma Kakukk-) hegyig. Ettől a ponttól a falu a Közmezőn át a Kalacsne völgyig (Farkasvölgy) terjedt, a határ másik végpontja Kelenföld vasútállomásnál lehetett, ahol Áronfölde feküdt. A falu nevét utca is őrzi Gazdagrét mellett.

### Nándor
Nándor pontos helyhez nem köthető középkori falu, ami a Nándor-hegy (ma Sváb-hegy) keleti vagy délkeleti lejtőjén feküdt. Szőlői voltak, amikből kettőt a margitszigeti apácakolostor birtokolt. A falut a 13. század végén a Nána-Beszter nembéli Berki Tamás birtokolta. A budai határ nyugati fele érintkezett a faluval. A 14. század elején a Berki birtokok Széchenyi Tamás kezébe kerültek, de Nándort mint Buda városához tartozót kiemelték ezek közül. Ennek nyomán lakosai elhagyták, területe pedig beolvadt a budai szőlőterületbe.

### Nyék
Nyék Árpád-kori falu volt a mai Budapest területén. Régészeti hagyatékának mai neve Budanyék a Budapest II. ker. Hűvösvölgyi út 78. szám alatt.
Nevét a honfoglalás magyar törzsszövetségének egyik törzséről, a Nyékről kapta, valószínűleg a Nyék törzsből származó várjobbágyok voltak az első lakói, akik az óbudai fejedelmi szállás szolgálatában álltak.
A romkertben ma II. Ulászló vadászkastélyának és Nyék falu templomának romjai tekinthetők meg, ahol I. Szulejmán szultán is eltöltött két napot.

### Óbudaörs
Óbudaörs középkori falu a Duna budai oldalán. A település az ürömi vasútállomástól délre fekvő hegy lejtőjén helyezkedett el, tulajdonosa volt a visegrádi apátság, később pálos perjelség és a garamszentbenedeki apát. Szőlőire az óbudai várnagy tette rá többször a kezét. A két apát között is ellenséges volt a viszony, mert 1309 után a visegrádiak többször leszüretelték az egész területet. A falura igényt tartottak az óbudai polgárok, az óbudai klarissza kolostor és a fehéregyházi pálos kolostor.
A 14. században még falu volt Óbudaörs, de később elpusztult, mert a jobbágyok szőlőket telepítettek, amiket eladtak az óbudai polgároknak. A pénzen a városba költöztek, és így megszabadultak a földesúri terhektől. Az új birtokosok nem fizettek a földesuraknak, sőt még a rétjeiket is használták. A 14. századtól a polgárok szinte szabadon adták-vették a szőlőket, amiket gyakran Óbudához is számítottak.

### Pazándok
Pazándok a Rómaifürdő mellett fekvő középkori falu. Előtte az egyik Pócsernik nevű település volt ott. Határa egészen Békásmegyerig illetve Tebeséig (a mai Arany-hegyig) terjedt. Malmait hévizek hajtották, amiket a pilisi apát, a margitszigeti premontrei kolostor, a budavári beginák, a felhévízi Szentlélek-ispotály és az óbudai káptalan birtokolták illetve pereskedtek rajtuk. A malmok bérlői között budai polgárok is voltak. Ők, valamint óbudai polgárok és megyeri parasztok vették bérbe a rétjeit. A pazándoki szőlőhegyen 1378-ban egy pesti polgár szerepel birtokosként, de a terület valójában nem igen volt alkalmas szőlőművelésre, inkább Duna menti mocsaras rétek és legelők voltak itt. Emiatt a falu hamar pusztává vált, és faluként utoljára 1347-ben említik, a 15. században gyakran Óbudához vagy Békásmegyerhez számították.

### Pócsernik
Pócsernik két, Óbudával észak felől (Csillaghegyen) határos középkori falu. Az egyik a mai Rómaifürdő és a Duna közti területet jelölte, ahol később a Pófölde részt említik, a másik Pócsernik később Pazándok néven szerepelt. A falu nevének előtagja a magyar Pó személynév, utótagjában a szláv fekete személy- vagy helynévi származéka rejlik.

### Pófölde
Pófölde a mai Békásmegyer tájékán fekvő, a tatárjáráskor elnéptelenedett középkori falu. 1212-ben az Óbudával határos Pócsernik nevű falu állt itt, amit 1326-ban neveztek Póföldének. A falu nevének előtagja a magyar Pó személynév.

### Pósarákosa
Pósarákosa középkori falu, ami Rákosliget illetve Rákoskeresztúr területén feküdt. A faluról alig vannak régészeti adatok. Első birtokosáról, Pósáról kapta a nevét, 1265-ben a felhévízi keresztesek kapták meg. Templomának részleteit a XVII. kerületi Pesti utca 110. számú teleknél tárták fel 1969-ben. A 12. század végén épült templom szentélye, valamint a környezetéből Árpád-kori és késő középkori leletanyag került elő.

### Regtelek
Regtelek Nyír-palota, Hartyán (más néven Mezőszentmárton) Szentmihály és Párdi között fekvő középkori település, ami a mai Pestújhely külső határrészén lehetett. Nevét a regösökről és az itt lakó királyi igricekről kapta. A falu egy részét 1340-ben Loránd budai bíró szerezte meg. A falu korán elpusztult, határát Palota (ma Rákospalota) és Párdi között osztották meg.

### Szenterzsébetfalva, Szentfalva
Szenterzsébetfalva (más néven Szentfalva) középkori falu, majd Pest déli külvárosa volt, ami a nevét a védőszentjéről kapta. 1258-ban említették először egy itteni nemessel kapcsolatban. A falu királyi telepesei a pesti és óbudai vásárokban vámmentességet kaptak az 1270-es években. A település egyesek szerint a mai Boráros tér környékén lehetett, ahol feltárták egy pusztatemplom romjait, de valószínűbb, hogy a mai belváros déli részén, egyértelműen a pesti domonkos kolostor közelében feküdt. A 15. század közepére már egybeépült Pesttel, és vámszedőhely is volt. A 15. század elején a budai Ulving család birtokolta, később a Nadler patrícius-család illetve 1541-ig nemesek voltak a földesurai. Ebben az időben a település már mezőváros, polgárai közül egyetemre is járnak, és többször itt tartották Pest megye gyűléseit.

### Szentistván külváros
A Szentistván külváros Buda városfalon belüli déli külvárosa volt. Nem lehet egyértelműen elválasztani a Szentmihály és a Szentpéter külvárostól, valószínűleg csak a 16. században váltak el egymástól. A Szentistván külváros egy hegyvidéki és egy Duna parti részből állt. A hegyvidékit a budai Nagyboldogasszony-templomhoz tartozó Szent Mihály temetőkápolnáról nevezték el, a part mentén lévőt pedig az ágostonrendi remeték Szent István kolostoráról, amit 1276-ban és 1404-ben említenek a mai Kapucinus templom helyén. A külváros utcahálózata alig ismert, határán húzódott az Örmény és Takács utca, a Halász utca pedig a mai Ponty utcával lehetett azonos. A két déli külvároshoz tartozott a Lánchíd hídfője táján lévő királyi csűr és istálló és a mellettük álló házak. Valószínű, hogy a Szentistván külváros német neve volt a Budai Jogkönyvben említett Zeiselbüchel.

### Szentjakab, Szentjakabfalva
Szentjakab vagy Szentjakabfalva a mai Újlak környékén fekvő középkori település volt, aminek eredeti birtokosa a Kartal-nemzetség volt. A település templomáról kapta a nevét, a források 1269-ig csak erről a templomról szólnak, helye a mai Újlaki templomnál lehetett. Itt futott Óbuda déli határa és itt ágazott el az út Esztergom és Óbuda felé. Találkozási pontjuknál alakult ki az óbudai uradalom legfontosabb vámhelye, aminek a jövedelmét a királyné 1351-ben az óbudai klarissza kolostornak adta, majd 1366-ban más vámhelyre cserélte, a máli szőlőhegyek dézsmáira. A 13. század második felében a veszprémi püspök többször is megpróbálta ezt a kiváltságot kétségbe vonni. 1295-ben már önálló faluként említik Szentjakabot, a Kartal-nemzetségen kívül további birtokosai közt voltak budai, óbudai és pesti polgárok. A település a Buda felé vezető út mellett a hegyek miatt dél felé keskenyedve feküdt, itt a felhévízi malmok adták a határát. A falu a 15-16. század fordulójára már beleolvadt Óbudába, a 15. századtól az óbudai Szent Jakab-templom plébánosaként szerepel a papja, aki közvetlenül az esztergomi érsek alá tartozott. A 16. században még említik Szentjakabfalva néven, de ekkor már valójában külváros. A mai Lajos utca területén feltárt városias jellegű házai a török időkig fennálltak.
Helyén a török pusztítások után német telepesek alapították meg az Újlak nevű falut, német nevén Neustiftet. 1706-ra megépült a plébániatemploma, amit később többször átalakítottak. A falu a templom köré épült, 1770-ben már iskolája is volt. A 18. században földszintes házakból álló falusias település képét mutatta. A 19. században a mai Lajos utca mentén többszintes bazársort alakítottak ki. A régi Újlakot csaknem teljesen lebontották.

### Szentlászló
Szentlászló a Rákos-patak torkolatától északra elterülő középkori falu volt, eredeti nevén Besenyő. A leleszi konvent birtokolta, majd a 14. század elején az óbudai káptalan szerezte meg. Később valószínűleg a Szent Lászlóról elnevezett templomáról kapta a nevét. A falu a török dúlás során pusztult el.

### Szentlőrinc
Szentlőrinc, a mai Pestszentlőrinc elődje, a mai Kispest területén fekvő középkori falu volt, amit 1332-ben említettek először. A középkori Szentdienestől keletre feküdt, középkori templomának félkörös szentélyét a XIX. kerületi Hungária út 5. szám alatt tárták fel, körülötte szétdúlt középkori temető nyoma került elő.

### Szentmihály
Szentmihály a Szilas-patak partján fekvő középkori falu volt, ami templomának védőszentjéről kapta a nevét. A 14. században a margitszigeti apácakolostor birtokában volt. A falu helyén alakult ki a későbbi Rákosszentmihály. A 19. században még meglévő középkori templomának romjai azóta elpusztultak.

### Szentpéter, Szentpétermártír
Szentpéter vagy Szentpétermártír a középkori Buda legfontosabb külvárosa volt, nevét a Szent Péter plébániatemplomról kapta. Határának leírását egy 1441-es per irataiból ismerni. Eszerint északon a várfal, nyugaton a budavári Magdolna-templom keleti határa, délen a Nagyboldogasszony-templommal érintkezett. Ezután a mai Hunfalvy, Toldy Ferenc, Donáti és Szalag utcákon keresztül vezetett a határ a Dunáig. Ezeket nevezték a középkorban Takácsok, Örmények utcájának, valamint Szent István és Duna menti utcának. A külváros központja a plébániatemploma melletti piactérnél volt.
A 16. század elején országos vásártartási jogot kapott. Másik árucsere helyszíne a Szénaszer piac volt, ami a Lajos király által 1351-58 között alapított Krisztus teste-kápolna (a mai Mária tér táján) lehetett. Ugyanitt volt a Búza utca is, ami mutatja, hogy a Szentpéter külvárosnak központi szerepe volt Buda gabona- és takarmánykereskedelmében. A külváros fontos kézműves centrum is volt, a mai Kacsa utcai részen volt az az utca, amit több néven (Molnár, Őrlő, Malomszer) emlegettek, ami a Dunához vezetett, ahol a vízimalmok kikötője volt. Ismerni a helyi csapók (ma Ganz utca) és a német mészárosok utcáját is (ma Vitéz utca). A 14. századtól kezdődően vannak adatok szabókra, kovácsokra, takácsokra, nyílgyártókra és szűcsökre, a 15. századtól pedig gazdag kereskedő patríciusokra, akik a templom környékén laktak. A források említik még a Fleek utcai Csorgó kutat, a Kolbász utcát valamint a Duna közelében álló Vöröstoronyt.
A külváros három fő útvonalra épült. A Szentpéteri kapun keresztülvezető Duna (ma Fő) utcára, a nyugatról a Tófalusi kapun keresztül a plébániát érintő és a Dunához vezető útra (ma Csalogány utca) valamint középkori Hosszú utcára (ma Gyorskocsi és Iskola utca) ami a templomot kötötte össze a déli területtel. Fürdője a mai Király fürdő elődje lehetett.

### Tétény
Tétény középkori település volt a mai Nagytétény területén.

### Tótfalu
Tótfalu a középkori Buda külvárosa volt, ami a várbéli Szombat kapun kívül, a mai Csalogány utca és a Vár között terült el. A külvárosi várfal egyik kapuja a Tótfalusi kapu nevet viselte. Két utcája ismert: a Kerékgyártó és a Szekérgyártó utca. A külváros egyházilag a Magdolna-templomhoz tartozott.

### Újbécs
Újbécs a középkori Pest egyik külvárosa volt, a várostól északra terült el, belső határa a mai Régi posta utca, Váci utca vonala volt. Előzményéről, egy Bécs nevű településről több forrás is említést tesz. Ez a Bécs eredetileg egy önálló település volt, aminek a birtokáért per folyt a pesti polgárok és a margitszigeti apácakolostor között a 13. században, majd a 14-15. században világiak kezére került. 1374-ben Bécsként, 1476-ban Bécsváraként, 1522-ben a Váci kapu Bécsi kapuként fordult elő. E mellett alakulhatott ki Újbécs, ahol az Anjou-kortól kezdve jelentős építkezések folytak. A hagyomány szerint Zsigmond ideje alatt épülhetett fel az itteni vár. Bertrandon de la Broquière leírása szerint Pest mellett a franciák építettek egy nagy tornyot, aminek a területe királyi kézben volt. Ennek a nagy épületnek a maradványait a Régi posta utca környékén tárták fel. Előkerült egy 28×23 méteres, 4 méter vastag falú tornya, amit falak kapcsoltak a Váci kapuhoz. Az épület feladata az volt, hogy védje a dunai révet és kikötőt, és a mai Vigadónál álló, a dunai zárólánc pillérét védő építmény is ide kapcsolódott. A 15. században a kiépülő új pesti városfalak Újbécset is a városhoz csatolták, és így a korábbi külváros egy része Pest része lett. Mátyás király idején lebontották a várat és a helyén kialakult utca mindkét oldalán paloták épültek.